# Heart Shaped World
Heart Shaped World è il terzo album in studio del musicista statunitense Chris Isaak, pubblicato nel 1989.

## Tracce
Testi e musiche di Chris Isaak eccetto dove indicato.
1. Heart Shaped World – 3:30
2. I'm Not Waiting – 3:16
3. Don't Make Me Dream About You – 3:33
4. Kings of the Highway – 4:47
5. Wicked Game – 4:49
6. Blue Spanish Sky – 3:58
7. Wrong to Love You – 4:20
8. Forever Young – 3:23
9. Nothing's Changed – 4:08
10. In the Heat of the Jungle – 6:20
11. Diddley Daddy (CD bonus track) – 4:01 (Bo Diddley, Harvey Fuqua)